# シュテルンベルガ (小惑星)
シュテルンベルガ（995 Sternberga）は、メインベルトの小惑星。ソビエト連邦の天文学者セルゲイ・イワノヴィチ・ベリャフスキーがクリミア天文台で発見した。帝政ロシアの天文学者、パーヴェル・シュテルンベルクに因んで命名された。